# پرنده‌های شکاری (فیلم ۱۹۷۳)
پرنده‌های شکاری (انگلیسی: Birds of Prey) یک فیلم است که در سال ۱۹۷۳ منتشر شد.